# Закон України «Про валюту і валютні операції»
Закон України «Про валюту і валютні операції» — Закон, що визначає правові засади здійснення валютних операцій, валютного регулювання та валютного нагляду в Україні, права та обов'язки суб'єктів валютних операцій і уповноважених установ та встановлює відповідальність за порушення ними валютного законодавства.
Метою Закону є забезпечення єдиної державної політики у сфері валютних операцій та вільного здійснення валютних операцій на території України.

## Історія прийняття
Починаючи з 1993 року в Україні діяв застарілий Декрет Кабінету Міністрів «Про систему валютного регулювання і валютного контролю», а також численні нормативно-правові акти у сфері валютного обігу. Чинний режим валютного регулювання був непрозорим для суб'єктів валютних операцій та створював труднощі при вступі до валютних правовідносин.
1 грудня 2016 року Національний банк представив концепцію нової моделі валютного регулювання, а також дорожню карту із її запровадження, над якими працювала робоча група за участі експертів, залучених Європейською комісією, в рамках проекту EU-FINSTAR.
У серпні 2017 Нацбанк розпочав публічне обговорення законодавчих змін, спрямованих на перехід до ліберальної моделі валютного регулювання. Концепція, що передбачала свободу проведення валютних операцій за принципом «дозволено все, що прямо не заборонено», базувалася на директиві ЄС 88/361/ЄЕС про вільний рух капіталу та Угоді про асоціацію між Україною та ЄС.
17 березня 2018 Президент України Петро Порошенко вніс до Верховної Ради і визначив як невідкладний законопроект «Про валюту» № 8152. 21 червня він був прийнятий як закон, 4 липня підписаний Президентом.
Введений у дію з 7 лютого 2019 року.
Українські експерти назвали цей акт «революційним».

## Структура
Закон складається з 16 статей, у тому числі:
1. Визначення термінів
2. Принципи валютного регулювання
3. Валютне законодавство
4. Гарантії свободи здійснення валютних операцій
5. Розрахунки
6. Торгівля валютними цінностями
7. Переказ валютних цінностей
8. Транскордонне переміщення валютних цінностей
9. Ліцензії Національного банку України
10. Надання інформації про валютні операції
11. Валютний нагляд
12. Заходи захисту
13. Особливості встановлення граничних строків розрахунків за операціями з експорту та імпорту товарів
14. Види відповідальності за порушення вимог валютного законодавства
15. Порядок застосування заходів впливу за порушення вимог валютного законодавства
16. Прикінцеві та перехідні положення.

## Основні новації
Як фізичні, так і юридичні особи мають право відкривати за кордоном рахунки і проводити валютні операції через них з урахуванням обмежень.
Нерезиденти мають право відкривати рахунки в українських фінансових установах з урахуванням обмежень.
Не вимагається отримання індивідуальних ліцензій для інвестицій за кордон.
Передбачено низку винятків, коли валюта може бути використана як засіб платежу на території України. Наприклад, отримання іноземних інвестицій, виплата дивідендів (прибутків) іноземному інвестору.
Фізичним особам потрібно буде письмово декларувати вивезення, ввезення готівки через кордон від 10 000 євро.
Відсутня необхідність декларування валютних цінностей за кордоном.

## Імплементація Закону
У вересні 2018 Нацбанк оприлюднив проект структури валютного регулювання, яке набуде чинності 7 лютого 2019 року разом з введенням в дію Закону. Діючі 56 нормативно-правові акти у сфері валютного регулювання будуть замінені 7 регуляціями, які визначатимуть структуру і правила валютного ринку, а також інструменти стабілізації грошово-кредитного ринку. Граничний термін здійснення розрахунків за експортно-імпортними контрактами буде розширено до 365 днів (до того — 180 днів). Буде скасований валютний нагляд для експортно-імпортних операцій на суму до 150 тис. грн. Індивідуальні валютні ліцензії будуть скасовані. Замість них з'явиться система електронних лімітів. Будуть скасовані санкції у вигляді припинення зовнішньоекономічної діяльності за порушення строків розрахунків. Буде дозволена онлайн-купівля іноземної валюти фізичними особами до 150 тис. грн на день в еквіваленті.
Незважаючи на те, що Закон дає НБУ повну свободу в валютному регулюванні, повної валютної свободи і вільного руху капіталу регулятор поки не планує. Подальша валютна лібералізація може початися тільки після досягнення макроекономічної стабільності.